# Зозуля Максим Митрофанович
Максим Митрофанович Зозуля (1905–1943) — старший сержант Робітничо-селянської Червоної Армії, учасник Другої світової війни, Герой Радянського Союзу (1944).

## Біографія
Максим Зозуля народився 28 квітня 1905 року в селі Піщанка (нині Новомосковський район Дніпропетровської області України). Після закінчення семи класів школи працював майстром на металургійному заводі в Алапаєвську. У січні 1943 року Зозуля був призваний на службу до Робітничо-селянської Червоної Армії. Із серпня того ж року — на фронтах Німецько-радянської війни. Брав участь у боях на Брянському та Центральному фронтах. До вересня 1943 старший сержант Максим Зозуля був помічником командира взводу 237-го гвардійського стрілецького полку 76-ї гвардійської стрілецької дивізії 61-ї армії Центрального фронту. Відзначився під час битви за Дніпро.
У ніч із 27 на 28 вересня 1943 року Зозуля одним із перших у своєму підрозділі переправився через Дніпро у районі села Миси Ріпкинського району Чернігівської області Української РСР. Замінивши собою командира взводу, що вибув з ладу, він увірвався в німецькі траншеї і захопив 3 кулемети. 3 жовтня 1943 року Зозуля загинув у бою. Похований у братській могилі у Мисах.
Указом Президії Верховної Ради СРСР «Про присвоєння звання Героя Радянського Союзу генералам, офіцерському, сержантському та рядовому складу Червоної Армії» від 15 січня 1944 року за "зразкове виконання бойових завдань командування з форсування річки Дніпро та виявлені при цьому мужність Зозуля посмертно був удостоєний високого звання Героя Радянського Союзу. Також посмертно був нагороджений орденом Леніна.